# Eriosema angustifolium
Eriosema angustifolium är en ärtväxtart som beskrevs av Burtt Davy. Eriosema angustifolium ingår i släktet Eriosema och familjen ärtväxter. Inga underarter finns listade i Catalogue of Life.